# Waldkirche (Planegg)
Die Waldkirche in der oberbayerischen Gemeinde Planegg ist die evangelisch-lutherische Kirche des Ortes. Sie wurde in den Jahren 1925/26 nach Plänen des Münchener Architekten Theodor Fischer errichtet. Sie ist eine Kirche der evangelisch-lutherischen Kirchengemeinde Planegg-Stockdorf, die zum Kirchenkreis München der Evangelisch-Lutherischen Kirche in Bayern gehört

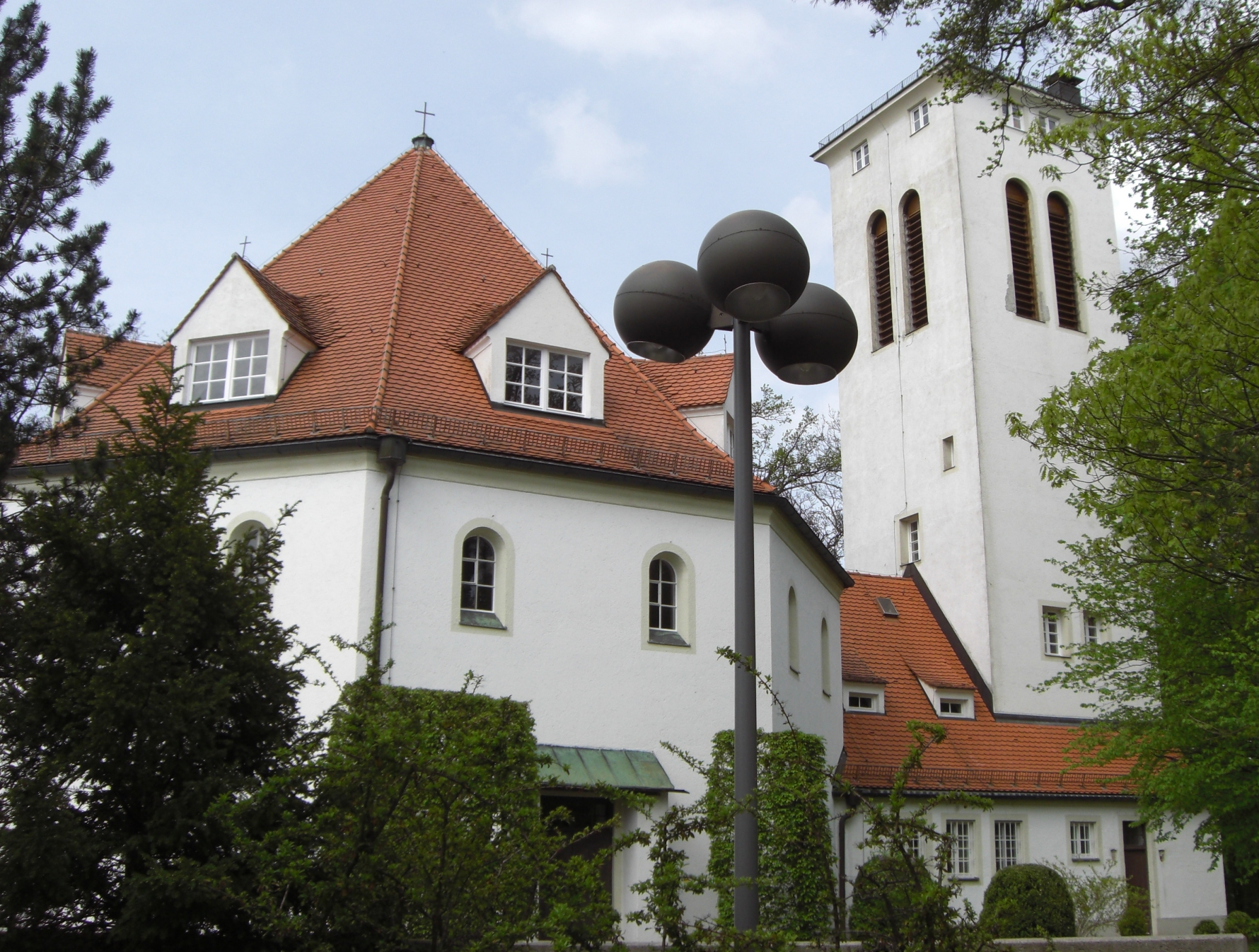
Die Waldkirche von Süden

## Geschichte

### Gründung
Erstmals fand ein evangelischer Gottesdienst in Planegg an Weihnachten 1919 im Schulgebäude statt. Kurz darauf wurde der Evangelische Verein Planegg-Krailling gegründet, der sich mit der Durchführung regelmäßiger Gottesdienste in den beiden Gemeinden sowie der Planung eines eigenen Kirchenbaus beschäftigte. Nach Bildung einer Kirchengemeinde mit 800 Mitgliedern im Jahr 1921 wurde 1923 die Stelle eines Vikars eingerichtet.
Die ehemaligen Hofmarksherren von Planegg, die Freiherren von Hirsch, stellten einen Baugrund bereit. Allerdings war mehrmals ein Tausch erforderlich, um die richtige Grundstücksgröße zu erreichen. Für die Planung konnte der Münchner Architekt und Städtebauer Theodor Fischer gewonnen werden. Die Waldkirche gilt als sein wichtigstes Spätwerk. Der erste Spatenstich für die Kirche erfolgte Anfang Oktober 1925, am 26. Dezember 1926 wurde die Waldkirche durch Oberkirchenrat Baum, dem Kreisdekan, geweiht.

### Sanierung
An der Waldkirche wurde Sanierungsbedarf festgestellt, der ab 2023 behoben werden soll. Begonnen wurde mit den Holzstützen im Innenraum. Diese bestehen im Innern aus verleimten Holzbrettern, die mit Lärchenholz verkleidet sind. Im Laufe der Zeit löste sich der Leim, woraufhin im Dezember 2023 die Holzschichten mit Schrauben stabilisiert wurden. Um dem Denkmalschutz genüge zu tun, wurden die Schrauben mit Holzdübeln bedeckt. Im nächsten Bauabschnitt soll 2025 die Außenfassade und das Dach saniert werden. Die Innensanierung ist erst für 2026 geplant.

## Gebäude
Das Kirchengebäude besteht aus drei Teilen: dem oktogonalen Zentralbau der eigentlichen Kirche mit hohem, ziegelgedecktem Zeltdach, dem auf einer der acht Seiten angebauten flachen Gemeindesaal und dem daran anschließenden gedrungenen massiven Turm mit quadratischem Grundriss und einer Pyramidenspitze, in dessen Erdgeschoss die Sakristei untergebracht ist. Acht Gauben sind in die Segmente des achtseitigen Zeltdaches eingebaut, die für die natürliche Belichtung des Innenraums sorgen.
Für den Kirchenraum ließ sich Fischer vom Bibelspruch „Christus ist das Haupt des Leibes, der Gemeinde“ leiten und stellte den Altar in die Mitte des achteckigen Hauptbaus. Die Kirchenbänke gruppieren sich auf sieben Seiten um diesen Zentralpunkt des liturgischen Geschehens. Ähnlich einem Amphitheater steigen die Sitzreihen stufenweise nach oben an. Der Kirchenraum kann von drei Seiten betreten werden, von dort führen jeweils sechs Stufen zum tiefer gelegenen Altar. Die achte Seite des Kirchenraums ist quasi die „Stirnseite“: hier befindet sich, gegenüber dem Altar leicht erhöht, das Kanzelpult. Dahinter befindet sich eine  Faltwand, die sich zum Gemeindesaal dahinter öffnen lässt. Auf  der Empore darüber steht die Orgel. Acht Lärchensäulen tragen die Empore aus Holz, die  rund um den ganzen Kirchenraum verläuft.

## Ausstattung

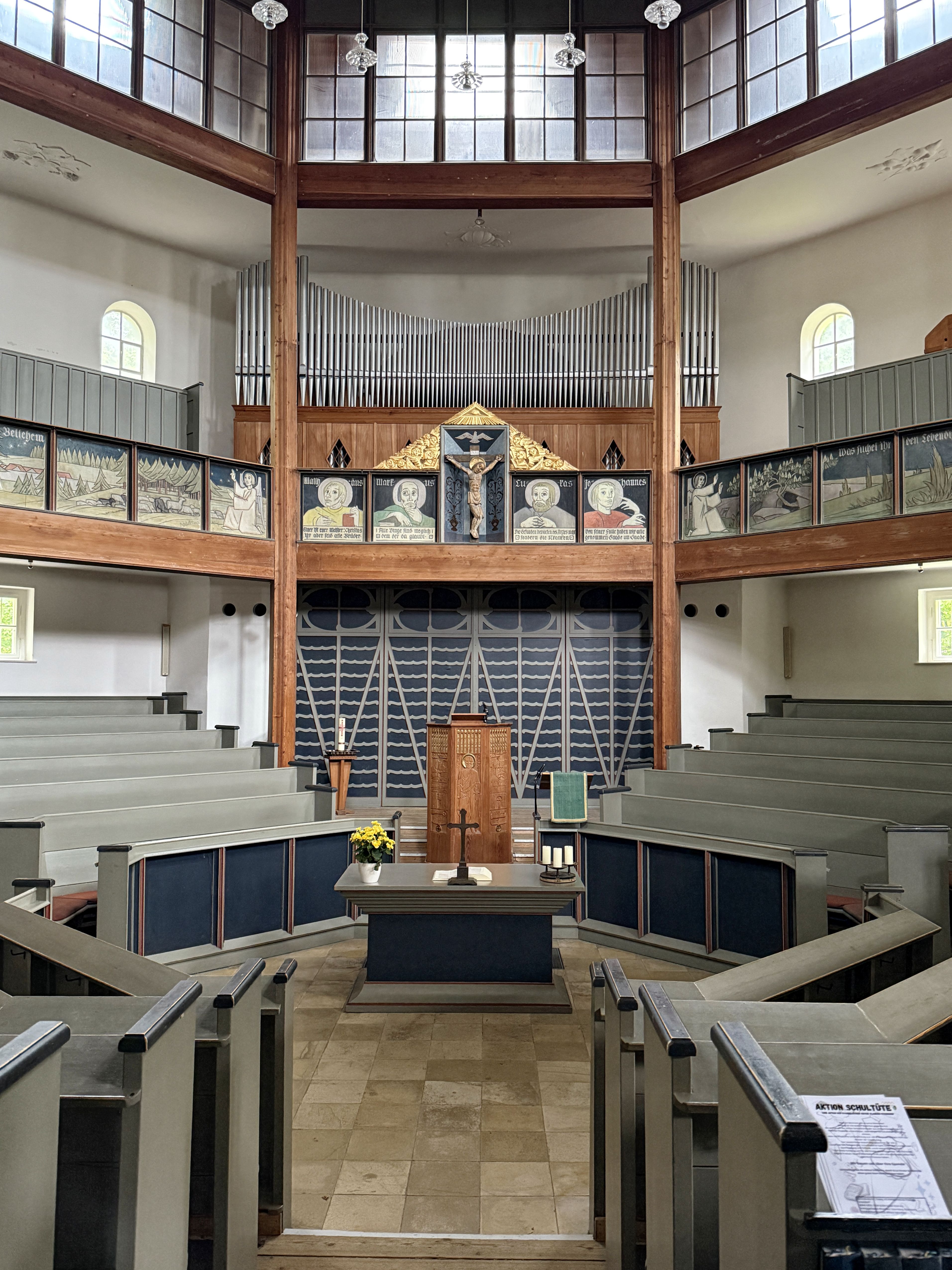
Der Gottesdienstraum, ein ähnlich einem Amphitheater angelegter achteckiger Zentralraum

Die Ausstattung der Kirche ist zurückhaltend. Das hölzerne Kanzelpult ist mit Schnitzereien des Bildhauers Hans Wimmer versehen, die den Apostel Paulus und seine Wirkungsstätten zeigen. Ansonsten ist die Brüstung der Empore mit Bildschmuck versehen. Über dem Kanzelpult, quasi als Altarbild, umrahmen die vier Evangelisten den gekreuzigten Jesus als Teil einer Darstellung der Dreifaltigkeit, zu der auch das Auge Gottes und die Taube als Symbol für den Heiligen Geist gehört. Diese Darstellungen, die in der NS-Zeit als „Entartete Kunst“ galten und durch ein Kruzifix ersetzt wurden, schuf der Maler und Schriftsteller Ernst Penzoldt. Erst 1977 wurde der ursprüngliche Zustand wieder hergestellt. Die übrige Brüstung ist mit biblischen Landschaftsmotiven des Malers Bernhard Jäger bemalt.

### Orgel
Die Orgel auf der Empore der Ostseite (Kanzelseite) wurde 1928 von der Orgelbaufirma Steinmeyer erbaut. Das Instrument wurde 2017 renoviert und erweitert. Es hat 23 Register auf zwei Manualwerken und Pedal. Die Spiel- und Registertrakturen sind elektrisch.
| I Hauptwerk C–a3 |            |       |        |
| 1.               | Prinzipal  | 8‘    |        |
| 2.               | Rohrflöte  | 8‘    |        |
| 3.               | Octav      | 4‘    |        |
| 4.               | Spitzflöte | 4‘    |        |
| 5.               | Nasat      | 2 ⁄3‘ |        |
| 6.               | Oktav      | 2‘    |        |
| 7.               | Mixtur 0   | 2‘    | (2017) |
| 8.               | Trompete   | 8‘    |        |

| II Schwellwerk C–a3 |                |        |        |
| 09.                 | Gedeckt        | 8‘     |        |
| 10.                 | Weidenpfeife 0 | 8‘     |        |
| 11.                 | Prinzipal      | 4‘     |        |
| 12.                 | Koppelflöte    | 4‘     |        |
| 13.                 | Quinte         | 2 ⁄3'  | (2017) |
| 14.                 | Flöte          | 2‘     |        |
| 15.                 | Terz           | 1 3⁄5' | (2017) |
| 16.                 | Gemsquinte     | 1 ⁄3‘  |        |
| 17.                 | Scharff        | 1‘     |        |
| 18.                 | Oboe           | 8'     | (2017) |
|                     | Tremulant      |        |        |

| Pedalwerk C–f1 |             |     |
| 19.            | Subbaß      | 16‘ |
| 20.            | Oktavbaß    | 08‘ |
| 21.            | Gemshorn    | 08‘ |
| 22.            | Choralbaß 0 | 04‘ |
| 23.            | Posaune     | 16‘ |

- Koppeln: II/I, I/P, II/P
- Spielhilfen: Setzeranlage, Crescendowalze, Crescendo ab
- Anmerkungen:

1. ↑  bis 2017 im Schwellwerk.
2. ↑  rekonstruiert nach Originalmixtur von Steinmeyer.
3. ↑  bis 2017 im Hauptwerk.

### Glocken
Im gedrungenen, massiven Kirchturm der Waldkirche sind vier Glocken aufgehängt, die 2002 in der Glockengießerei Bachert gegossen wurden und am 14. März 2002 nach einem festlichen Gottesdienst aufgezogen wurden:
| Nr. | Name                            | Durchmesser | Gewicht  | Schlagton | Aufschrift                                           |
| --- | ------------------------------- | ----------- | -------- | --------- | ---------------------------------------------------- |
| 1   | Christus- oder Sonntagsglocke   | 1290 mm0    | 1202 kg0 | e′        | „Ich bin die Auferstehung und das Leben“ (Joh 11,25) |
| 2   | Friedens- oder Abendgebetglocke | 1100 mm0    | 872 kg   | g′        | „Meinen Frieden gebe ich euch“ (Joh 14,27)           |
| 3   | Gebets- oder Mittagsglocke      | 995 mm      | 627 kg   | a′        | „Kommt her zu mir alle“ (Mt 11,28)                   |
| 4   | Tauf- oder Morgenglocke         | 825 mm      | 374 kg   | c″        | „Ich bin bei euch alle Tage“ (Mt 28,20)              |

## Pfarrer der Planegger Waldkirche – Pfarramtsführer und Pfarrvikariat
| - Ludwig Bullemer (1924–1929) - Karl Helmes (1929–1965) - Oskar Anton (1949–1977) - Wilhelm Hoffmann (1963–1977) - Friedrich Märkel (1966–1985) - Friedrich Eberle (1986–1992) - Gabriele und Thomas Schwarz (1988–1992) - Siegfried Bergler (1992–1993) | - Walter Hoffmann (1993–2011) - Carola Wagner (1993–1998) - Diethard Buchstädt (1998–2003) - Thomas Lotz (2003–2006) - Katarina Freisleder (2008–2012) - Bernhard Liess (2012–2020) - Thomas Krusche (2012–2021) - Elisabeth Kühn (seit 2021) - Nathalie Ott (seit 2022) |
| | |